# العنيقبي السفلى (حبيش)

تعديل مصدري - تعديل

العنيقبي السفلى محلة تابعة لقرية العنيقبي، التابعة لعزلة وادي المعقاب بمديرية حبيش إحدى مديريات محافظة إب في الجمهورية اليمنية، بلغ تعداد سكانها 57 حسب تعداد اليمن لعام 2004.